# Guerre des polices
Pour le film, voir La Guerre des polices.
« Guerre des polices » est un terme pour exprimer les rivalités intenses entre différents services de police.
Cette rivalité naît pour différentes raisons : rôles mal définis, prestige du service, honneur personnel, égoïsme, sentiment de supériorité, etc.

## Exemples
- Rivalité entre Lucien Aimé-Blanc et le commissaire Broussard pour arrêter Jacques Mesrine[2].
- Rivalité entre les commissaires Nguyen Van Loc et Broussard lors du hold-up de la Caisse d'épargne de Marseille[3];
- Rivalité entre la police et la gendarmerie en France.
- À la suite des attentats du 13 novembre 2015, des rivalités ont été exacerbées entre la BRI, qui a la priorité d'intervention sur Paris mais dont la mission première est la lutte contre le grand banditisme, et le RAID dont la spécialité principale est le contre-terrorisme[4]. Cette question de la priorité d'emploi entre différentes unités aux compétences similaires a par ailleurs créé des tensions au sein du GIGN, l'unité équivalente de la gendarmerie nationale[5].
- Manque de coopération entre les services de police des États américains et le FBI.
- Rivalité entre police et gendarmerie belges lors de l'Affaire Dutroux, qui a mené à la réforme des polices de Belgique.

## Dans la culture
- La Guerre des polices, film de Robin Davis (1979) : en France, le patron de l'Antigang et celui de la Brigade territoriale sont en compétition pour arrêter l'Ennemi public no 1.
- Le Fugitif, film d'Andrew Davis (1993) : le service des marshals des États-Unis et la police municipale de Chicago se concurrencent pour appréhender Richard Kimble.
- 36 quai des Orfèvres, film d'Olivier Marchal (2004) : en France, le patron de la BRI et celui de la BRB sont en compétition pour arrêter un gang, ce qui permettrait à l'un d'entre eux de devenir directeur de la Police Judiciaire.
- Bon Cop, Bad Cop (2006) : rivalité entre les polices du Québec et de l'Ontario, représentées notamment par les deux protagonistes, obligés à collaborer après qu'un cadavre a été retrouvé exactement sur la frontière entre les deux provinces.